# Brücke über die Ravning Enge
Koordinaten: 55° 40′ 16,1″ N, 9° 20′ 46,8″ O
Die Brücke über die Ravning Enge stammt aus der Wikingerzeit und ist auf 978 n. Chr. plus/minus 100 Jahre datiert worden. Sie liegt im dänischen Jütland, westlich von Vejle und südlich von Ravning im Verlauf des alten Heerweges (dänisch Hærvejen) und der Vejle Å. Sie überspannte einst das Sumpftal der Ravning Enge (Enge = „Wiese“).
Die 1953 erforschte Brücke ist die einzige größere frühgeschichtliche Brücke in Dänemark und Skandinavien, was sie zu einer Besonderheit macht.
In den schlammigen Untergrund hatte man Viererreihen von Pfosten in 1,5 m Abstand gerammt, mit einem Abstand von Reihe zu Reihe von 2,4 m. Jeder Pfosten hatte exakt einen Querschnitt von einem römischen Quadratfuß (pes quadratus). Das Pfostenwerk wurde mit Bohlen verbunden und mit Brettern abgedeckt, so dass sich auf rund 1800 Pfosten eine fünf Meter breite Bahn etwa 760 m weit über den Sumpf zog.
Wie die Holzanalyse der Pfosten ergab, entstand sie zur selben Zeit wie die Wikingerburgen von Aggersborg, Fyrkat, Nonnebakken und Trelleborg und muss Sven Gabelbart zugeschrieben werden, für den die dendrochronologischen Werte beim Bau der Trelleborg sprechen. Die Brücke und die Burgen hatten dieselbe kurze Lebenszeit. Sie existiert nicht mehr, zu sehen ist nur ein weitgehend von Bewuchs befreiter Streifen mit den Markierungen der Pfostenlöcher und dem Nachbau der Brückenköpfe.